# Gran Premio di superbike di Oschersleben 2002
Il Gran Premio di superbike di Oschersleben 2002 è stato l'undicesima prova su tredici del campionato mondiale Superbike 2002, disputato il 1 settembre sul circuito di Oschersleben, in gara 1 ha visto la vittoria di Colin Edwards davanti a Troy Bayliss e Neil Hodgson, lo stesso risultato si è ripetuto anche in gara 2.
La vittoria nella gara valevole per il campionato mondiale Supersport è stata ottenuta da Paolo Casoli, mentre la gara del campionato Europeo della classe Superstock viene vinta da Walter Tortoroglio.

## Risultati

### Gara 1

#### Arrivati al traguardo[5]
| Pos. | Nº  | Pilota              | Squadra                  | Motocicletta        | Giri | Tempo     | Griglia | Punti |
| ---- | --- | ------------------- | ------------------------ | ------------------- | ---- | --------- | ------- | ----- |
| 1º   | 2   | Colin Edwards       | Castrol Honda            | Honda VTR 1000 SP2  | 28   | 40:55.744 | 2º      | 25    |
| 2º   | 1   | Troy Bayliss        | Ducati Infostrada        | Ducati 998 F 02     | 28   | +0:01.741 | 6º      | 20    |
| 3º   | 100 | Neil Hodgson        | HM Plant Ducati          | Ducati 998 F 01     | 28   | +0:04.317 | 1º      | 16    |
| 4º   | 155 | Ben Bostrom         | Ducati L & M             | Ducati 998 F 02     | 28   | +0:23.715 | 3º      | 13    |
| 5º   | 7   | Pierfrancesco Chili | Ducati NCR Axo           | Ducati 998 RS       | 28   | +0:26.523 | 7º      | 11    |
| 6º   | 52  | James Toseland      | HM Plant Ducati          | Ducati 998 F 01     | 28   | +0:30.228 | 8º      | 10    |
| 7º   | 41  | Noriyuki Haga       | Playstation2-FGF Aprilia | Aprilia RSV 1000    | 28   | +0:30.358 | 5º      | 9     |
| 8º   | 10  | Gregorio Lavilla    | Alstare Suzuki Corona    | Suzuki GSX-R750 Y   | 28   | +0:42.526 | 9º      | 8     |
| 9º   | 9   | Chris Walker        | Kawasaki Racing          | Kawasaki ZX-7RR     | 28   | +0:42.727 | 10º     | 7     |
| 10º  | 12  | Broc Parkes         | Ducati NCR Parmalat      | Ducati 998 RS       | 28   | +0:48.833 | 12º     | 6     |
| 11º  | 14  | Hitoyasu Izutsu     | Kawasaki Racing          | Kawasaki ZX-7RR     | 28   | +0:59.381 | 18º     | 5     |
| 12º  | 6   | Peter Goddard       | Benelli Sport            | Benelli Tornado 900 | 28   | +1:22.101 | 19º     | 4     |
| 13º  | 19  | Lucio Pedercini     | Pedercini                | Ducati 998 RS       | 28   | +1:25.033 | 13º     | 3     |
| 14º  | 28  | Serafino Foti       | Pedercini                | Ducati 996 RS       | 28   | +1:30.080 | 22º     | 2     |
| 15º  | 5   | Mark Heckles        | Castrol Honda Rumi       | Honda VTR 1000 SP2  | 27   | +1 giro   | 21º     | 1     |
| 16º  | 46  | Mauro Sanchini      | Kawasaki Bertocchi       | Kawasaki ZX-7RR     | 27   | +1 giro   | 20º     |       |
| 17º  | 70  | Yann Gyger          | White Endurance          | Honda VTR 1000 SP1  | 27   | +1 giro   | 24º     |       |
| 18º  | 69  | Thierry Mulot       | Pacific                  | Ducati 996 SPS      | 27   | +1 giro   | 25º     |       |

#### Ritirati
| Nº | Pilota               | Squadra                   | Motocicletta    | Giri | Griglia |
| -- | -------------------- | ------------------------- | --------------- | ---- | ------- |
| 36 | Ivan Clementi        | Kawasaki Bertocchi        | Kawasaki ZX-7RR | 25   | 23º     |
| 11 | Rubén Xaus           | Ducati Infostrada         | Ducati 998 F 02 | 22   | 4º      |
| 20 | Marco Borciani       | Pedercini                 | Ducati 998 RS   | 21   | 14º     |
| 23 | Jiří Mrkývka         | JM Racing                 | Ducati 996 RS   | 7    | 26º     |
| 30 | Alessandro Antonello | DFX Racing Ducati Pirelli | Ducati 998 RS   | 0    | 15º     |

### Gara 2

#### Arrivati al traguardo[6]
| Pos. | Nº  | Pilota              | Squadra                  | Motocicletta       | Giri | Tempo     | Griglia | Punti |
| ---- | --- | ------------------- | ------------------------ | ------------------ | ---- | --------- | ------- | ----- |
| 1º   | 2   | Colin Edwards       | Castrol Honda            | Honda VTR 1000 SP2 | 28   | 40:56.724 | 2º      | 25    |
| 2º   | 1   | Troy Bayliss        | Ducati Infostrada        | Ducati 998 F 02    | 28   | +0:03.861 | 6º      | 20    |
| 3º   | 100 | Neil Hodgson        | HM Plant Ducati          | Ducati 998 F 01    | 28   | +0:07.023 | 1º      | 16    |
| 4º   | 41  | Noriyuki Haga       | Playstation2-FGF Aprilia | Aprilia RSV 1000   | 28   | +0:08.297 | 5º      | 13    |
| 5º   | 11  | Rubén Xaus          | Ducati Infostrada        | Ducati 998 F 02    | 28   | +0:12.175 | 4º      | 11    |
| 6º   | 155 | Ben Bostrom         | Ducati L & M             | Ducati 998 F 02    | 28   | +0:26.149 | 3º      | 10    |
| 7º   | 7   | Pierfrancesco Chili | Ducati NCR Axo           | Ducati 998 RS      | 28   | +0:31.145 | 7º      | 9     |
| 8º   | 52  | James Toseland      | HM Plant Ducati          | Ducati 998 F 01    | 28   | +0:32.391 | 8º      | 8     |
| 9º   | 10  | Gregorio Lavilla    | Alstare Suzuki Corona    | Suzuki GSX-R750 Y  | 28   | +0:45.277 | 9º      | 7     |
| 10º  | 12  | Broc Parkes         | Ducati NCR Parmalat      | Ducati 998 RS      | 28   | +1:01.786 | 12º     | 6     |
| 11º  | 20  | Marco Borciani      | Pedercini                | Ducati 998 RS      | 28   | +1:14.784 | 14º     | 5     |
| 12º  | 19  | Lucio Pedercini     | Pedercini                | Ducati 998 RS      | 28   | +1:19.512 | 13º     | 4     |
| 13º  | 36  | Ivan Clementi       | Kawasaki Bertocchi       | Kawasaki ZX-7RR    | 28   | +1:29.806 | 23º     | 3     |
| 14º  | 46  | Mauro Sanchini      | Kawasaki Bertocchi       | Kawasaki ZX-7RR    | 27   | +1 giro   | 20º     | 2     |
| 15º  | 9   | Chris Walker        | Kawasaki Racing          | Kawasaki ZX-7RR    | 27   | +1 giro   | 10º     | 1     |
| 16º  | 5   | Mark Heckles        | Castrol Honda Rumi       | Honda VTR 1000 SP2 | 27   | +1 giro   | 21º     |       |
| 17º  | 69  | Thierry Mulot       | Pacific                  | Ducati 996 SPS     | 27   | +1 giro   | 25º     |       |

#### Ritirati
| Nº | Pilota               | Squadra                   | Motocicletta        | Giri | Griglia |
| -- | -------------------- | ------------------------- | ------------------- | ---- | ------- |
| 28 | Serafino Foti        | Pedercini                 | Ducati 996 RS       | 24   | 22º     |
| 6  | Peter Goddard        | Benelli Sport             | Benelli Tornado 900 | 21   | 19º     |
| 14 | Hitoyasu Izutsu      | Kawasaki Racing           | Kawasaki ZX-7RR     | 21   | 18º     |
| 23 | Jiří Mrkývka         | JM Racing                 | Ducati 996 RS       | 9    | 26º     |
| 70 | Yann Gyger           | White Endurance           | Honda VTR 1000 SP1  | 6    | 24º     |
| 30 | Alessandro Antonello | DFX Racing Ducati Pirelli | Ducati 998 RS       | 2    | 15º     |

### Supersport

#### Arrivati al traguardo
| Pos. | Nº  | Pilota                | Squadra               | Motocicletta    | Giri | Tempo     | Punti |
| ---- | --- | --------------------- | --------------------- | --------------- | ---- | --------- | ----- |
| 1º   | 2   | Paolo Casoli          | Yamaha Belgarda       | Yamaha YZF R6   | 28   | 42'42.079 | 25    |
| 2º   | 12  | Stéphane Chambon      | Alstare Suzuki Corona | Suzuki GSX-R600 | 28   | +0.085    | 20    |
| 3º   | 37  | Katsuaki Fujiwara     | Alstare Suzuki Corona | Suzuki GSX-R600 | 28   | +0.921    | 16    |
| 4º   | 1   | Andrew Pitt           | Kawasaki Racing       | Kawasaki ZX-6R  | 28   | +6.292    | 13    |
| 5º   | 5   | Kevin Curtain         | OPCM Racing           | Yamaha YZF R6   | 28   | +7.499    | 11    |
| 6º   | 99  | Fabien Foret          | Ten Kate Honda        | Honda CBR 600F  | 28   | +25.076   | 10    |
| 7º   | 94  | Jan Hanson            | Esha-Kobutex          | Honda CBR 600F  | 28   | +26.871   | 9     |
| 8º   | 15  | Alessio Corradi       | Team Italia Spadaro   | Yamaha YZF R6   | 28   | +26.913   | 8     |
| 9º   | 8   | James Ellison         | Kawasaki Racing       | Kawasaki ZX-6R  | 28   | +49.239   | 7     |
| 10º  | 85  | Jürgen Oelschläger    | Alpha Technik Honda   | Honda CBR 600F  | 28   | +49.512   | 6     |
| 11º  | 45  | Laurent Brian         | BKM Honda Racing      | Honda CBR 600F  | 28   | +50.589   | 5     |
| 12º  | 42  | Matthieu Lagrive      | Saveko Racing         | Yamaha YZF R6   | 28   | +51.331   | 4     |
| 13º  | 116 | Sébastien Charpentier | Moto 1                | Honda CBR 600F  | 28   | +51.711   | 3     |
| 14º  | 10  | John McGuinness       | Honda UK Race         | Honda CBR 600F  | 28   | +1'04.185 | 2     |
| 15º  | 16  | Gianluca Nannelli     | Rox Racing            | Ducati 748 R    | 28   | +1'14.717 | 1     |
| 16º  | 64  | Claudio Cipriani      | GIMotorsport          | Yamaha YZF R6   | 28   | +1'26.608 |       |

#### Ritirati
| Nº | Pilota               | Squadra                | Motocicletta   | Giri |
| -- | -------------------- | ---------------------- | -------------- | ---- |
| 17 | Chris Vermeulen      | Van-zon-Honda-T.K.R.   | Honda CBR 600F | 26   |
| 91 | Christian Kellner    | Yamaha Motor Germany   | Yamaha YZF R6  | 20   |
| 98 | Michael Schulten     | Laaks CET Racing       | Yamaha YZF R6  | 19   |
| 7  | Karl Muggeridge      | Honda UK Race          | Honda CBR 600F | 10   |
| 81 | Robert Ulm           | OPCM Racing            | Yamaha YZF R6  | 9    |
| 33 | Robert Frost         | Saveko Racing          | Yamaha YZF R6  | 5    |
| 71 | Werner Daemen        | Van-zon-Honda-T.K.R.   | Honda CBR 600F | 3    |
| 44 | Antonio Carlacci     | Lorenzini by Leoni     | Yamaha YZF R6  | 3    |
| 11 | Piergiorgio Bontempi | Ducati NCR Nortel Net. | Ducati 748 R   | 3    |
| 9  | Iain MacPherson      | Ten Kate Honda         | Honda CBR 600F | 0    |
| 13 | Christophe Cogan     | BKM Honda Racing       | Honda CBR 600F | 0    |
| 3  | Jörg Teuchert        | Yamaha Motor Germany   | Yamaha YZF R6  | 0    |
| 26 | Rico Penzkofer       | Shell Advance Racing   | Ducati 748 R   | 0    |

#### Squalificato
| Nº | Pilota           | Squadra                        | Motocicletta  | Giri | Tempo   |
| -- | ---------------- | ------------------------------ | ------------- | ---- | ------- |
| 20 | Stefano Cruciani | Team Italia Lorenzini by Leoni | Yamaha YZF R6 | 28   | +45.405 |

### Superstock

#### Arrivati al traguardo
| Pos. | Nº | Pilota               | Squadra                      | Motocicletta       | Giri | Tempo     | Punti |
| ---- | -- | -------------------- | ---------------------------- | ------------------ | ---- | --------- | ----- |
| 1º   | 2  | Walter Tortoroglio   | Rumi                         | Honda CBR 900 RR   | 14   | 21'38.350 | 25    |
| 2º   | 49 | Koen Vleugels        | K.S. Racing                  | Suzuki GSX 1000 R  | 14   | +4.608    | 20    |
| 3º   | 4  | Andi Notman          | LiveOnScreen Racing          | Suzuki GSX 1000 R  | 14   | +4.794    | 16    |
| 4º   | 78 | Stefan Nebel         | Shafer Yoshimara Suzuki      | Suzuki GSX 1000 R  | 14   | +4.859    | 13    |
| 5º   | 31 | Vittorio Iannuzzo    | Alstare System Suzuki Italia | Suzuki GSX 1000 R  | 14   | +10.308   | 11    |
| 6º   | 42 | Riccardo Chiarello   | D.F.X. Racing Ducati Pirelli | Ducati 998 S       | 14   | +11.926   | 10    |
| 7º   | 34 | Didier Van Keymeulen | ICSAT                        | Suzuki GSX 1000 R  | 14   | +12.584   | 9     |
| 8º   | 24 | Luke Quigley         | Jentin Racing                | Suzuki GSX 1000 R  | 14   | +12.741   | 8     |
| 9º   | 90 | Lorenzo Mauri        | Lorenzini by Leoni           | Yamaha YZF 1000 R1 | 14   | +15.773   | 7     |
| 10º  | 44 | Alessandro Brannetti | Rumi                         | Honda CBR 900 RR   | 14   | +20.779   | 6     |
| 11º  | 66 | Benjamin Nabert      | Bender Four Star Racing      | Suzuki GSX 1000 R  | 14   | +21.157   | 5     |
| 12º  | 37 | William De Angelis   | Lorenzini by Leoni           | Yamaha YZF 1000 R1 | 14   | +22.127   | 4     |
| 13º  | 67 | Björn Steinmetz      | Karthin Suzuki               | Suzuki GSX 1000 R  | 14   | +35.131   | 3     |
| 14º  | 26 | Christian Nau        | Suzuki Stefan Schmidt        | Suzuki GSX 1000 R  | 14   | +43.448   | 2     |
| 15º  | 18 | Ciro Ranieri         | Five Racing                  | Yamaha YZF 1000 R1 | 14   | +43.639   | 1     |
| 16º  | 75 | Daniel Delling       | Delling                      | Suzuki GSX 1000 R  | 14   | +44.178   |       |
| 17º  | 76 | Enrico Pasini        | FBC Racing                   | Aprilia RSV 1000   | 14   | +59.004   |       |
| 18º  | 22 | Christian Dal Corso  | Spaziotel Racing             | Ducati 998 S       | 14   | +1'01.538 |       |
| 19º  | 11 | Nicolas Saelens      | MCT-Sitra                    | Ducati 998 S       | 14   | +1'02.544 |       |
| 20º  | 21 | Sergio Ruggiero      | Rox Racing                   | Ducati 998 S       | 14   | +1'13.416 |       |
| 21º  | 73 | Hervé Gantner        | Rumi                         | Honda CBR 900 RR   | 14   | +1'18.351 |       |

#### Ritirati
| Nº | Pilota            | Squadra                      | Motocicletta       | Giri |
| -- | ----------------- | ---------------------------- | ------------------ | ---- |
| 23 | Simon Andrews     | UCL Racing Honda             | Honda CBR 900 RR   | 9    |
| 25 | Freddy Papunen    | Freddy Racing                | Yamaha YZF 1000 R1 | 6    |
| 3  | Fabrizio De Marco | Rumi                         | Honda CBR 900 RR   | 3    |
| 45 | Marek Červený     | Intermoto Progress Ecoplast  | Honda CBR 900 RR   | 3    |
| 20 | Geoffrey Naze     | Zone Rouge                   | Yamaha YZF 1000 R1 | 2    |
| 12 | Lorenzo Alfonsi   | D.F.X. Racing Ducati Pirelli | Ducati 998 S       | 0    |
| 28 | Giacomo Romanelli | Alstare System Suzuki Italia | Suzuki GSX 1000 R  | 0    |